# 5 Ursae Majoris
5 Ursae Majoris är en gulvit jättestjärna i stjärnbilden Stora björnen. Spektraltypen är F2III och magnituden +5,74.